# Centaurea pinardii
Centaurea pinardii — вид квіткових рослин родини айстрових (Asteraceae). Ареал: Північна Македонія, Болгарія, Греція, Туреччина.